# Schaufelhof
Schaufelhof ist ein kleiner Ort in der Marktgemeinde Schweiggers im Bezirk Zwettl in Niederösterreich. Der Einzelhof ist Teil des Weilers Vierlings. 

## Geschichte
Der Schaufelhof wurde erstmals urkundlich 1581 erwähnt und ist ein arrondiert gelegener Einzelhof mit einem Teich. Im Jahr 2002 wurde der Hof auf Biologische Landwirtschaft mit Schafhaltung umgestellt.
Bei der Demolierung eines Wirtschaftsgebäudes wurde 1911 eine große Zahl spätmittelalterlicher Silber- und Kupfermünzen gefunden.

## Persönlichkeiten
In Schaufelhof wurde 1795 Leopold Pruckner, späterer Domkapitular des Bistums St. Pölten, geboren.